# Ma (Name)
Ma ist ein chinesischer und koreanischer Familienname:
- Ma (Ming) (40–79), chinesische Kaiserin der Han-Dynastie
- Alex Ma (* 1978), taiwanesischer Softwareentwickler
- Ma Anand Sheela (* 1949), indisch-schweizerische Spirituelle
- Ma Boyong (* 1980), chinesischer Schriftsteller, Kolumnist und Blogger
- Ma Bufang (1903–1975), chinesischer Warlord
- Ma Chao (176–222), chinesischer General
- Ma Che Kong (* 1974), Badmintonspieler aus Hongkong
- Ma Dai (General), General aus der Zeit der Drei Reiche
- Ma Dai (Dichter) 马戴 (799–869), chinesischer Dichter aus der Zeit der Tang-Dynastie
- Ma Dexin (1794–1874), chinesischer Gelehrter des Islam und Religionsführer
- Ma Dong-seok (* 1971), südkoreanischer Schauspieler
- Ma Duanlin (1245–1322), chinesischer Geschichtsschreiber und Enzyklopädist
- Ma Haide (1910–1988), chinesischer Arzt libanesisch-US-amerikanischer Abstammung
- Ma Haijun (* 1985), chinesischer Radrennfahrer
- Ma Hailong (* 2003), chinesischer Snookerspieler
- Ma Hao (* 1998), chinesischer Mountainbiker
- Ma Hau-wei (* 1999), taiwanischer Kugelstoßer und Diskuswerfer
- Ma Huan, chinesischer muslimischer Reisender und Übersetzer
- Ma Huateng (* 1971), chinesischer Unternehmer
- Ma Jae-yoon (* 1987), südkoreanischer E-Sportler
- Ma Jia (* 2002), chinesischer Hochspringer
- Ma Jian (Autor) (* 1953), chinesischer Autor
- Ma Jian (Basketballspieler) (* 1969), chinesischer Basketballspieler
- Ma Jiangbao (1941–2016), chinesisch-niederländischer Tai Chi-Meisterin
- Jimmy Ma (* 1995), US-amerikanischer Eiskunstläufer
- Ma Jin (* 1988), chinesische Badmintonspielerin
- Ma Jingyi (* 1995), chinesische Curlerin
- Ma Jinpeng (1913–2001), chinesischer Islamgelehrter, Koranübersetzer und Hochschullehrer
- Ma Junren (* 1944), chinesischer Lauf-Trainer
- Ma Junyi (* 1996), chinesischer Mittelstreckenläufer
- Ma Kai (* 1946), chinesischer Politiker
- Ma Keqin (* 1962), chinesischer Tennisspieler
- Ma Kwang-soo (1951–2017), südkoreanischer Schriftsteller
- Ma Li (Politiker) (1916–1979), chinesischer Politiker
- Ma Li (Fußballspielerin) (* 1969), chinesische Fußballspielerin
- Ma Li (Schauspielerin) (* 1982), chinesische Schauspielerin
- Ma Li (Regisseurin), chinesische Regisseurin
- Ma Li (Leichtathletin) (* 2000), chinesische Leichtathletin
- Ma Li (Rennfahrer), chinesischer Rallyebeifahrer
- Ma Liang († 222), chinesischer kaiserlicher Ratgeber
- Ma Liang (Leichtathlet) (* 1984), chinesischer Hammerwerfer
- Ma Lik (1952–2007), chinesischer Politiker
- Ma Lin (Fußballspieler) (* 1962), chinesischer Fußballspieler und -trainer
- Ma Lin (* 1980), chinesischer Tischtennisspieler
- Ma Lin (Tischtennisspieler, 1989) (* 1989), chinesischer Tischtennisspieler
- Ma Liuming (* 1969), chinesischer Maler
- Ma Long (* 1988), chinesischer Tischtennisspieler
- Ma Menglu (* 1997), chinesische Radsportlerin
- Ma Mingxin (1719–1781), chinesischer Islamist, Jahriyya-Menhuan
- Ma Ning (Revolutionär) (1922–2010), chinesisch-kommunistischer Revolutionär und General der PLAAF
- Ma Ning (Schiedsrichter) (* 1979), chinesischer Fußballschiedsrichter
- Ma Ning (Leichtathletin) (* 1983), chinesische Speerwerferin
- Ma Ning (Hockeyspielerin) (* 2000), chinesische Hockeyspielerin
- Ma Qinghua (* 1987), chinesischer Rennfahrer
- Ma Qinghua (Skilangläuferin) (* 1995), chinesische Skilangläuferin
- Ma Qixi (1857–1914), hui-chinesischer Gründer einer chinesisch-islamischen Schulrichtung
- Ma Qun (Schachspieler) (* 1991), chinesischer Schachspieler
- Ma Qun (Leichtathlet) (* 1994), chinesischer Speerwerfer
- Ma Rong (79–166), chinesischer Gelehrter, Literat und Kommentator
- Ma Ruichen (1782–1853), chinesischer Philologe
- Ma Sang-hoon (* 1991), südkoreanischer Fußballspieler
- Ma Se-geon (* 1994), südkoreanischer Fechter
- Ma Shujie (* 1942), chinesische Politikerin (Volksrepublik China)
- Ma Songting (1895–1992), chinesischer islamischer Religionsgelehrter
- Ma Su (190–228), chinesischer Stratege
- Ma Te (* 1994), chinesischer Tischtennisspieler
- Ma Teng (156–212), chinesischer Offizier
- Ma Tong (Islamwissenschaftler) (* 1929), huichinesischer Islamwissenschaftler
- Ma Tong (Skispringerin) (* 1994), chinesische Skispringerin
- Ma Văn Kháng (* 1936), vietnamesischer Schriftsteller
- Ma Wanfu (1849–1934), chinesischer Islamist
- Ma Wei (Hockeyspielerin) (* 1986), chinesische Feldhockeyspielerin
- Ma Wei (Biathletin) (* 1990), chinesische Biathletin
- Ma Wei (Shorttracker) (* 1998), chinesischer Shorttracker
- Ma Wenge (* 1968), chinesischer Tischtennisspieler
- Ma Xiangjun (* 1964), chinesische Bogenschützin
- Ma Xiaowei (* 1959), chinesischer Politiker
- Ma Xiaoxu (* 1988), chinesische Fußballspielerin
- Ma Xingrui (* 1959), chinesischer Luftfahrtingenieur und Politiker
- Ma Xiuzhen (* 2000), chinesische Langstreckenläuferin
- Ma-Xu Weibang (1905–1961), chinesischer Filmregisseur
- Ma Xuejun (* 1985), chinesische Diskuswerferin
- Ma Yanhong (* 1963), chinesische Turnerin
- Ma Yansong (* 1975), chinesischer Architekt
- Ma Yat Lung, hongkong-chinesischer Tennisspieler
- Ma Yexin (* 1999), chinesische Tennisspielerin
- Ma Yinchu (1882–1982), chinesischer Ökonom
- Ma Ying-jeou (* 1950), taiwanischer Politiker
- Ma Yuan (General) († 49), chinesischer General
- Ma Yuan (Maler) (1160–1225), chinesischer Maler
- Ma Yuan (Schriftsteller) (* 1953), chinesischer Schriftsteller
- Ma Yue (* 1999), chinesische Kugelstoßerin
- Ma Yunfeng (* 1983), chinesischer Shorttracker
- Ma Yunwen (* 1986), chinesische Volleyballspielerin
- Ma Zaijie, chinesische Langstreckenläuferin
- Ma Zhanshan (1885–1950), chinesischer General
- Ma Zhenxia (* 1998), chinesische Geherin
- Ma Zhiyuan, chinesischer Dramatiker und Lyriker
- Ma Zhong (Shu), General des chinesischen Staates Shu Han
- Ma Zhong (Wu), General der chinesischen Wu-Dynastie
- Ma Zhongying (* 1911), chinesischer Kriegsherr in der Republik China
- Ma Zong († 823), chinesischer Gelehrter und Politiker

- Ashleigh Ma Ying Wen (* 2003), chinesische Sprinterin (Hongkong)
- Dipa Ma (1911–1989), indische buddhistische Meditationslehrerin
- Fiona Ma (* 1966), US-amerikanische Politikerin
- Jack Ma (* 1964), chinesischer Unternehmer
- Joseph Ma Yinglin (* 1965), chinesischer Geistlicher, Bischof von Kunming
- Joseph Ma Zhongmu (1919–2020), mongolisch-chinesischer Geistlicher, Bischof von Yinchuan
- Kenneth Ma (* 1974), chinesischer Schauspieler
- Maggie Ma (* 1982), kanadische Schauspielerin
- Maria Ma (* 1975), österreichische Hackbrettistin
- Paul Ma Cunguo (* 1971), chinesischer katholischer Bischof
- Philip Ma (* 1963), hongkong-chinesischer Autorennfahrer
- Remy Ma (* 1980), US-amerikanische Rapperin
- Sitson Ma (1912–1987), chinesischer Violinist und Komponist
- Steven Ma (* 1971), chinesischer Schauspieler und Sänger
- Tao Li Ma (* 1968), Synchron- und Hörbuchsprecherin
- Thaddeus Ma Daqin (* 1968), römisch-katholischer Bischof von Shanghai
- Tony Ma (* 1957), US-amerikanischer Pokerspieler
- Tzi Ma (* 1962), US-amerikanischer Schauspieler
- Viro Ma (* 1987), kambodschanischer Langstreckenläufer
- Xiaonan Ma (* 1972), chinesisch-französischer Mathematiker
- Yo-Yo Ma (* 1955), chinesisch-amerikanischer Cellist

Ma (Mutter) als Teil des Namens tragen:
- Ma Barker (1873–1935), amerikanische Kriminelle
- Ma Rainey (1886–1939), amerikanische Bluessängerin

sowie
- Anandamayi Ma (1896–1982), indische spirituelle Meisterin